# Coalescentie (meteorologie)

Coalescentie

Coalescentie is het samenvloeien van wolkenelementen (waterdruppeltjes en ijskristallen) waardoor neerslag gevormd wordt. Deze ontstaan door condensatie en zijn zo klein en licht dat ze makkelijk worden meegevoerd met de luchtstromen. Als de wolkenelementen verschillend van gewicht zijn, zullen zij met verschillende snelheden vallen, waardoor zij in botsing met elkaar kunnen komen. Na de resulterende samenvloeiing heeft de druppel een groter gewicht en hogere valsnelheid. Bij een voldoende grote wolk kunnen zo regendruppels ontstaan die door de wolkenbasis heen vallen en het aardoppervlak bereiken.
Neerslag kan behalve volgens het coalescentie-proces ook volgens het Wegener-Bergeron-Findeisen-proces gevormd worden.